# Opsiclines
Opsiclines é um gênero de mariposa pertencente à família Acrolepiidae.